# 智新書院
智新書院（英語：Discovery College）是英基在香港建立的第二所私人獨立學校。該校於2007年8月開放，取代前紫荊學校（Bauhinia School）。

## 學校名稱來由

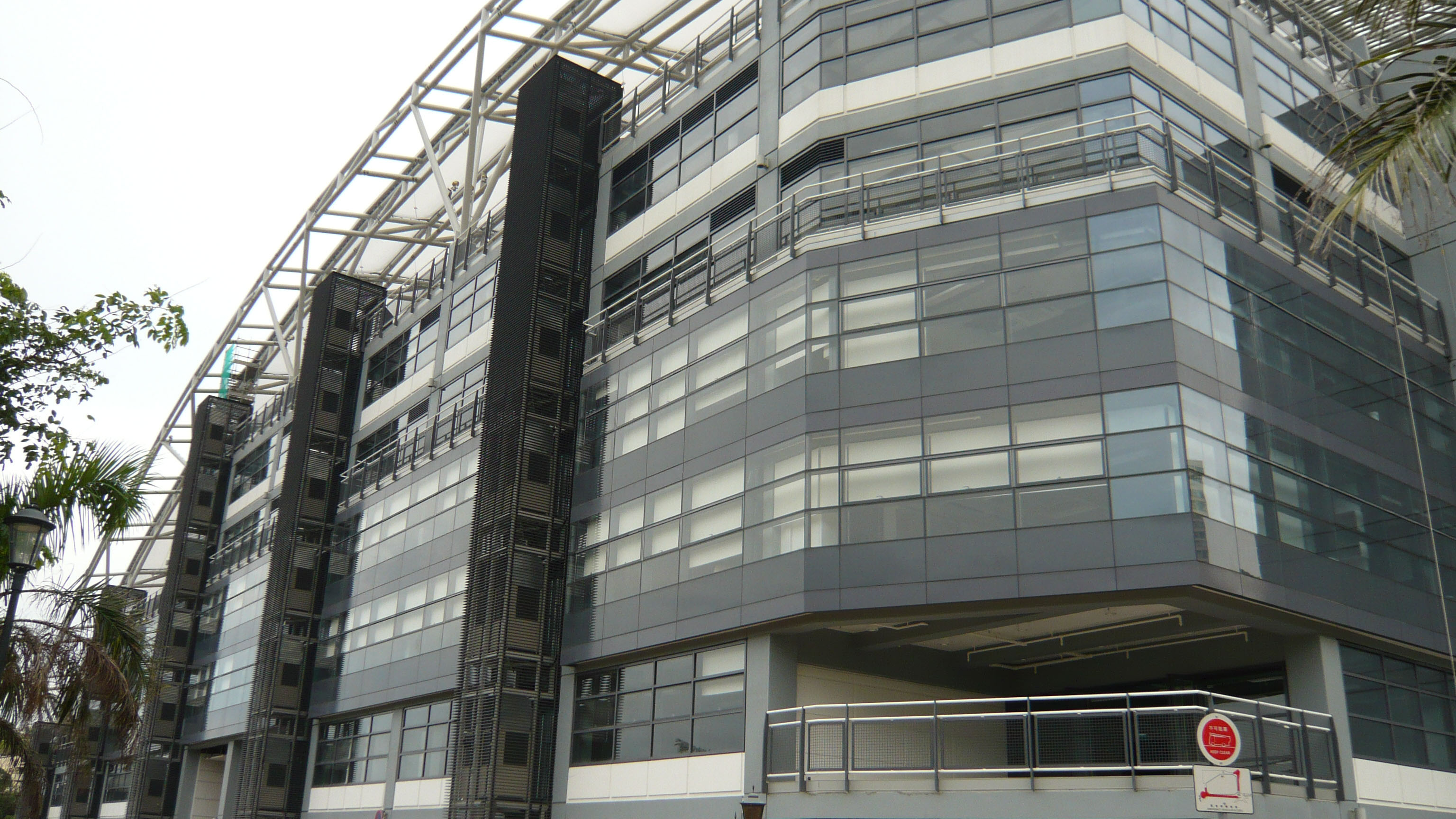
智新書院

據校長解釋，智新書院的英文名Discovery College和愉景灣的英文名Discovery Bay關係密切。

## 課程
智新書院將銜接國際文憑大學預科課程。

## 外部連結
- 官方網頁 （页面存档备份，存于）

22°18′14″N 114°00′51″E / 22.3038°N 114.0142°E